# Lifehouse (álbum de Lifehouse)
Lifehouse es el tercer álbum de estudio de la banda, fue lanzado el 22 de marzo de 2005.
Este álbum es único para la banda, ya que contiene un estilo de música diferente a sus dos anteriores álbumes. Las guitarras fuertes de No name face y Stanley climbfall son reemplazadas en Lifehouse con melodías lentas y resonantes voces por el vocalista Jason Wade.
El álbum recibió grandes críticas y fue más popular que su anterior álbum Stanley climbfall. Debutó en el #10 de la lista Billboard 200, vendiendo 63 000 copias en la primera semana de lanzamiento, tuvo certificado de oro por la RIAA el 7 de septiembre de 2005. Lifehouse ha vendido 895 000 unidades en los E.U.A y cerca de 3 millones en todo el mundo. El primer sencillo You and me se colocó rápidamente en los primeros lugares de las listas.
Los sencillos que sacaron de este tercer álbum fueron: You and me y Blind.

## Listado de canciones
Todas las canciones escritas y compuestas por Jason Wade, except where noted. 
| N.º | Título                                | Duración |  |
| 1.  | «Come Back Down»                      | 4:36     |  |
| 2.  | «You and Me» (Cole/Wade)              | 3:15     |  |
| 3.  | «Blind»                               | 5:01     |  |
| 4.  | «All in All» (Ean Mering/Wade)        | 2:56     |  |
| 5.  | «Better Luck Next Time»               | 3:38     |  |
| 6.  | «Days Go By»                          | 3:24     |  |
| 7.  | «Into the Sun» (Scott Faircloff/Wade) | 5:21     |  |
| 8.  | «Undone»                              | 3:25     |  |
| 9.  | «We'll Never Know»                    | 3:25     |  |
| 10. | «Walking Away»                        | 4:46     |  |
| 11. | «Chapter One»                         | 3:39     |  |
| 12. | «The End Has Only Begun»              | 4:22     |  |

Edición Especial
| Special edition (bonus tracks) |                                           |             |          |  |
| N.º                            | Título                                    | Producer(s) | Duración |  |
| 13.                            | «Today (international bonus track)»       |             | 3:03     |  |
| 14.                            | «Along The Way (UK/Japan bonus track)»    |             | 4:05     |  |
| 15.                            | «Through These Times (Japan bonus track)» |             | 4:13     |  |